# Гренье, Роже
Роже Гренье (фр. Roger Grenier; 19 сентября 1919, Кан (Нормандия) — 8 ноября 2014, Париж) — французский писатель

, журналист, радиоведущий и сценарист кино и телевидения.
Лауреат премии Фемина (1972).

## Биография
Во время Второй мировой войны обучался под руководством Гастона Башляра в Сорбонне, одновременно участвуя во французском движении Сопротивлении, в 1944 году сражался за освобождение Парижа.
В своих мемуарах «Paris ma grand’ville» Гренье описывает, как его ненадолго арестовали и ему едва удалось избежать казни оккупационными войсками на бульваре Сен-Жермен.
После освобождения Парижа сотрудничал с Альбером Камю в газете «Комба». Позже писал для газеты France Soir. Будучи журналистом, следил за послевоенными судебными процессами, которые послужили вдохновением для написания его первого эссе в 1949 году «Роль обвиняемого».
В 1964 году оставил профессиональную журналистику, чтобы занять должность члена редакционной коллегии известного французского издательства Gallimard. Активно участвовал во многих областях литературной деятельности.
Кроме работы радиоведущим и сценаристом для телевидения и кино, с 1964 года до смерти был членом совета директоров Gallimard. Гренье имел хорошие связи со многими французскими авторами того времени.
Его произведения были признаны одними из самых известных литературных сочинений Франции. В 1985 году получил Гран-при Французской академии за свои романы и повести, а также эссе о Чехове и Ф. Скотте Фицджеральде и мемуары.
Автор девяти сценариев.

## Избранные произведения
Романы
- «Чудовища» (1953),
- «Ловушки» (1958),
- «Римская дорога» (1960),
- «Зимний дворец» (1965),
- «Перед войной» (1971),
- «Кинороман» (1972, п. 1976).

Повести
- «Круиз» (1975, п. 1979).

Сборники новелл
- «Тишина» (1961),
- «Зеркало вод» (1975, п. 1979),
- «В редакции газеты» (1977).